# 838 Seraphina
838 Seraphina eller 1916 AH är en asteroid i huvudbältet, som upptäcktes 24 september 1916 av den tyske astronomen Max Wolf i Heidelberg.
Asteroiden har en diameter på ungefär 58 kilometer.